# أوتو كروغر
أوتو كروغر (بالإنجليزية: Otto Kruger)‏ هو ممثل أمريكي، ولد في 6 سبتمبر 1885 بتوليدو في الولايات المتحدة، وتوفي في 6 سبتمبر 1974 في الولايات المتحدة.

## أعمال

### أفلام
- (1934) جزيرة الكنز
- (1934) رجال في الأبيض
- (1944) فتاة الغلاف
- (1952) ظهيرة مشتعلة

## وصلات خارجية
- أوتو كروغر على موقع IMDb (الإنجليزية)
- أوتو كروغر على موقع ألو سيني (الفرنسية)
- أوتو كروغر على موقع تيرنر كلاسيك موفيز (الإنجليزية)
- أوتو كروغر على موقع أول موفي (الإنجليزية)
- أوتو كروغر على موقع قاعدة بيانات برودواي على الإنترنت (الإنجليزية)
- أوتو كروغر على موقع قاعدة بيانات الأفلام السويدية (السويدية)
- أوتو كروغر على موقع إن إن دي بي (الإنجليزية)
- أوتو كروغر على موقع قاعدة بيانات الفيلم (الإنجليزية)
- أوتو كروغر على موقع كينوبويسك (الروسية)